# Occupation de la Rhénanie après la Première Guerre mondiale

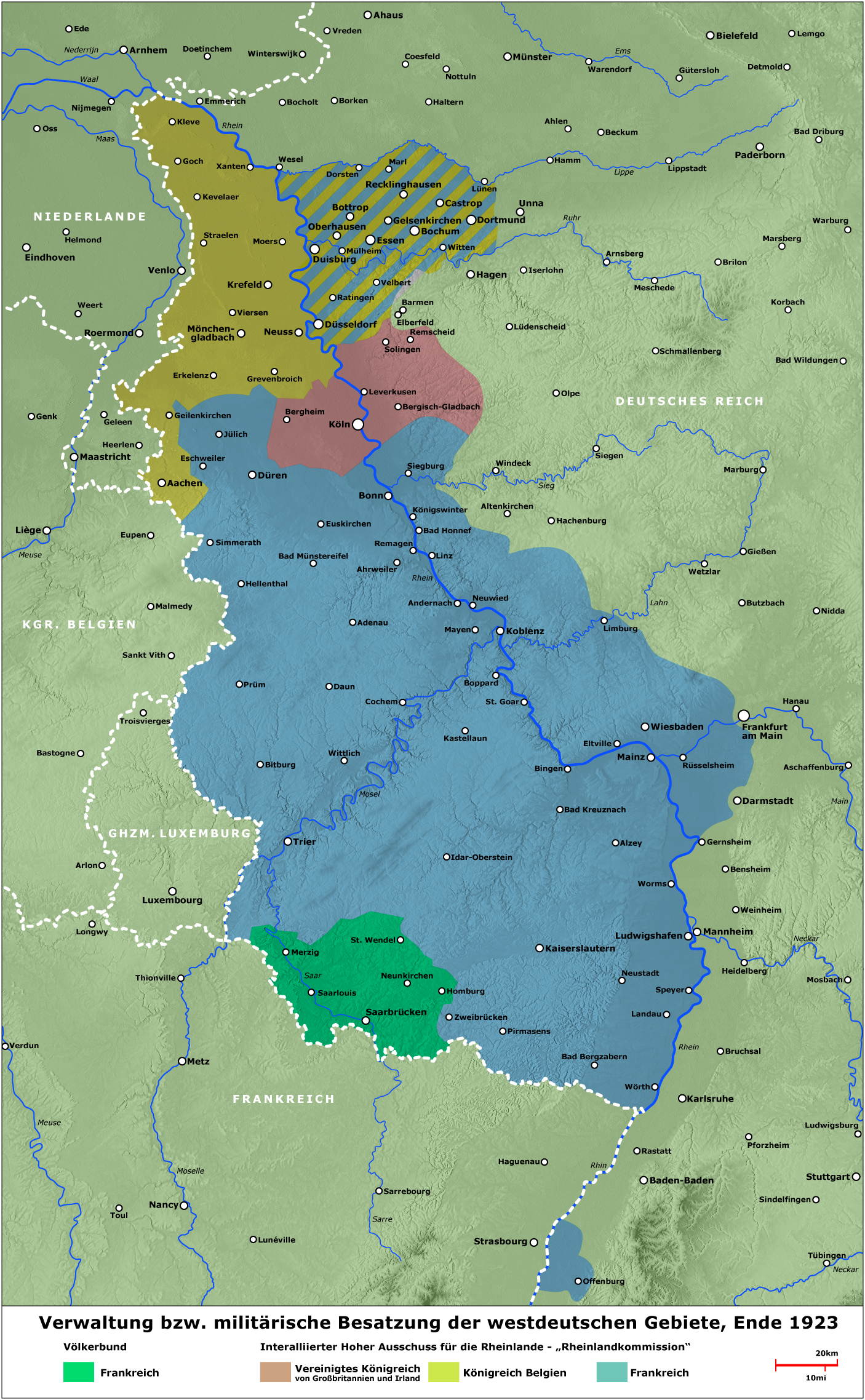
Zones d'occupation en Rhénanie en 1923 : belge en jaune, britannique en rouge, française en bleu, territoire du Bassin de la Sarre en vert.

L’occupation de la Rhénanie après la Première Guerre mondiale fait partie des clauses du traité de Versailles négocié entre les Alliés.

## Zones d'occupations

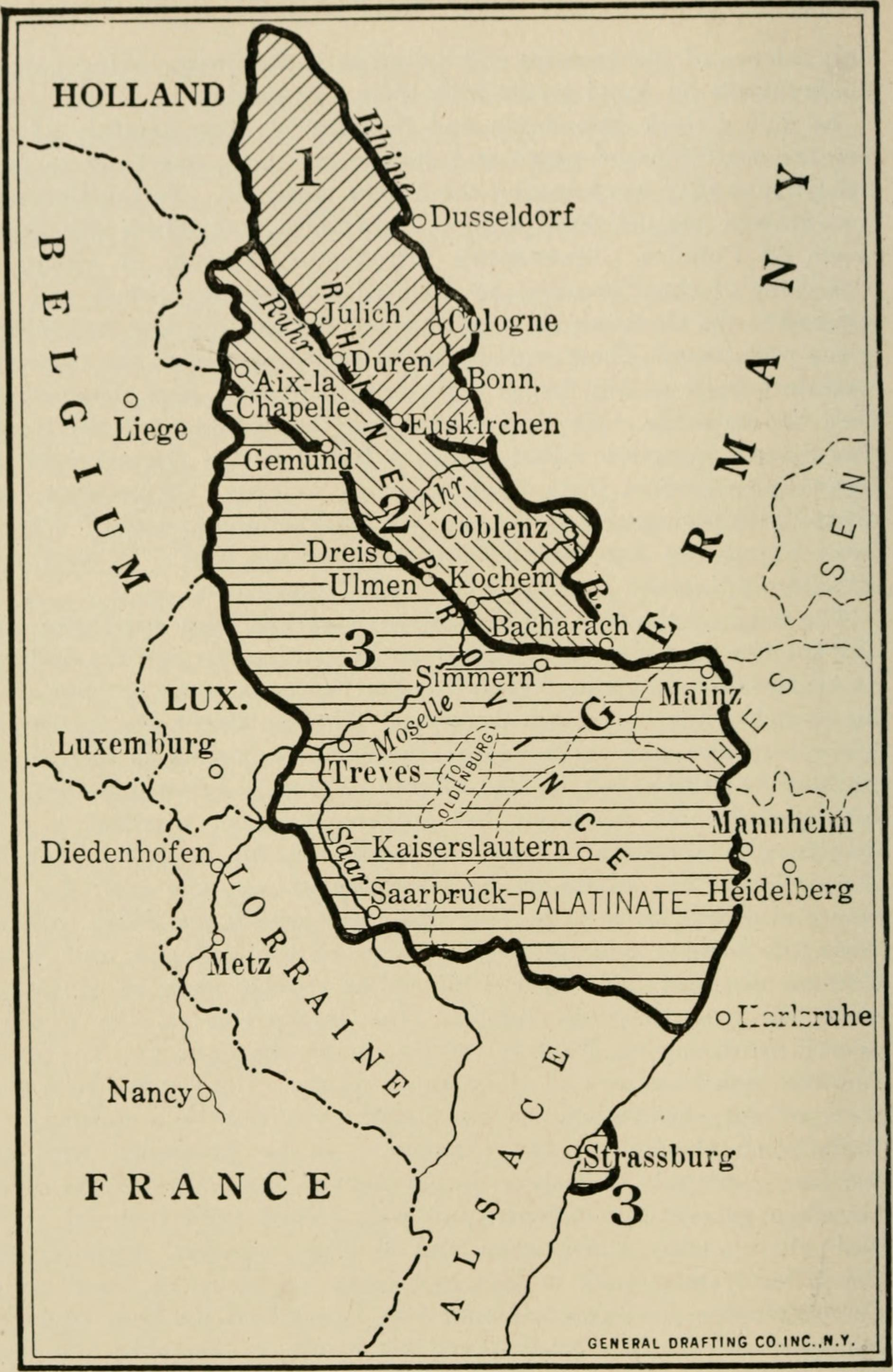
Zones d'occupation alliée en 1920, prévue pour 5 ans (1), 10 ans (2) et 15 ans (3).

À la suite de l'armistice de la Première Guerre mondiale, les forces de l'Entente occupent une partie du territoire allemand de fin 1918 jusqu'en 1930 et la France administre le territoire du Bassin de la Sarre jusqu'en 1935.
Le 1er décembre 1918, des éléments des 8e et 10e armées françaises franchissent la frontière franco-allemande, 21 divisions au total doivent occuper la zone Landau-Gerolstein-Königstein. Des divisions complémentaires sont en outre placées en réserve dans la région de Neunkirchen (3 divisions), mais surtout en Lorraine et en Belgique (30 divisions).
Le traité de Versailles prévoyait une présence militaire des Français, des Britanniques, des Américains et des Belges sur la rive gauche du Rhin et une partie de la rive droite à partir de janvier 1920 et pour une période de 5 à 15 ans suivant les territoires. Les Français héritaient à la fois de la plus grande des zones d’occupation qui s’agrandit encore avec le retrait rapide des États-Unis ainsi que de la direction de la Haute Commission interalliée aux territoires rhénans (HCITR), de la présidence de la Commission de gouvernement de la Sarre mandatée par la SDN, ainsi que celle de Memel et de la Haute-Silésie.
Les effectifs des forces occupantes dans l'armée française du Rhin créée en octobre 1919 étaient au nombre de 100 000 hommes dans les territoires rhénans dans les périodes les plus calmes. Le maximum de militaires est atteint en mai 1921 lors de la première occupation de la Ruhr (de Duisbourg sur le Rhin à Dortmund à l'est et de la Lippe au nord jusqu'à Düsseldorf au sud) avec 250 000 soldats dont 210 000 Français.

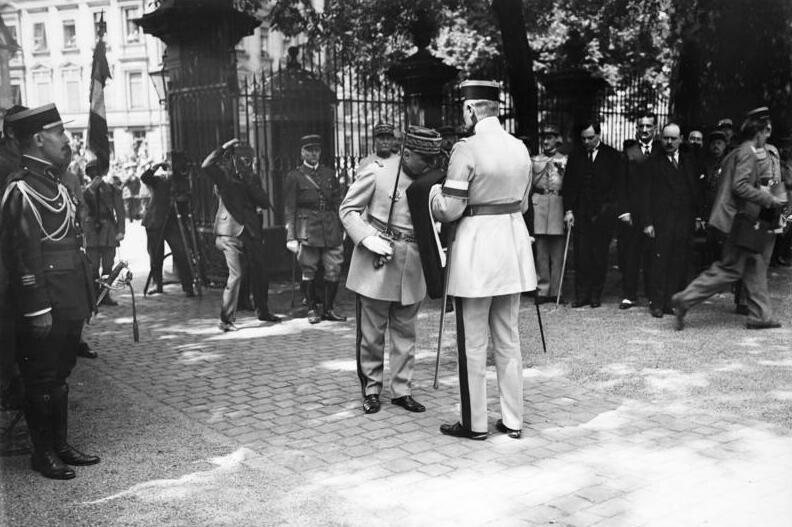
Le général Adolphe Guillaumat avec le drapeau de la France devant la porte du Deutschhaus le 30 juin 1930.

À partir du 11 octobre 1924 et jusqu'au retrait total des forces françaises d'Allemagne le 30 juin 1930, le général Adolphe Guillaumat commande l'armée d'occupation du Rhin et exerce le commandement supérieur des forces alliées des territoires rhénans.

## Occupation de la Ruhr
Précédée par l’occupation de la Rhénanie, qui lui sert de base de départ, l’occupation de la Ruhr par les troupes françaises et belges en 1923 et 1924 est la conséquence du retard pris par le gouvernement de la république de Weimar, dirigé par Wilhelm Cuno, dans le paiement des dommages de guerre prévus par le traité de Versailles.

## Galerie de photos

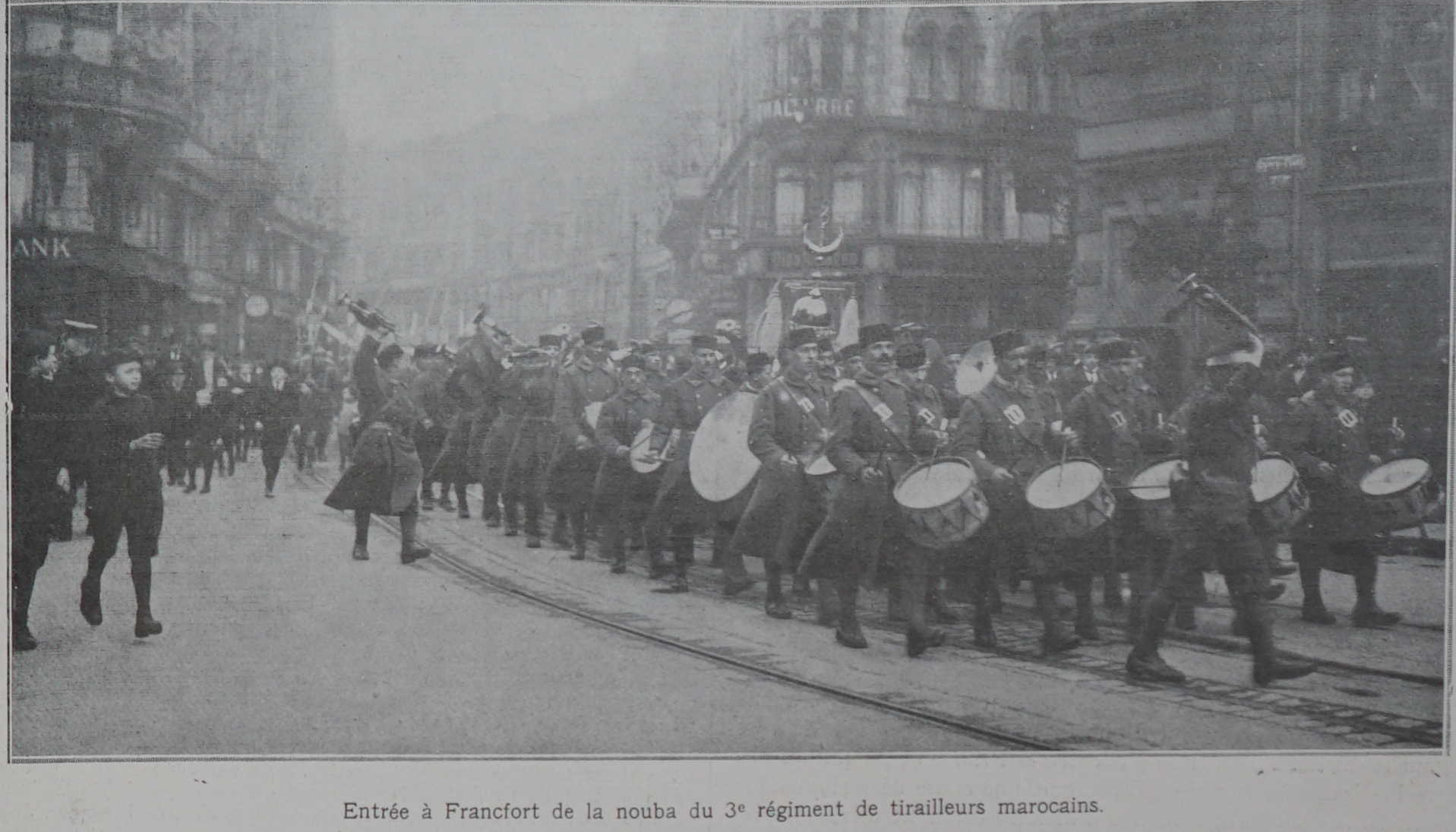
La nouba du 3e régiment de tirailleurs marocains en avril 1920 à Francfort-sur-le-Main.
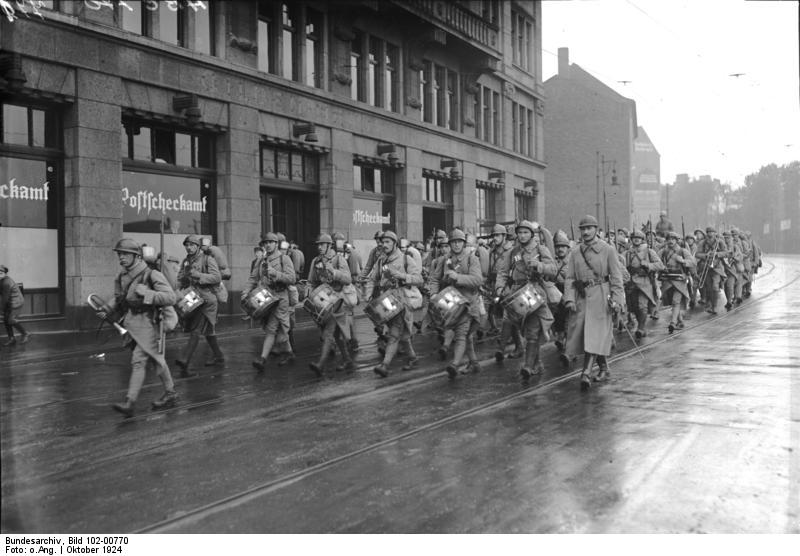
Troupes françaises dans la ville de Dortmund.
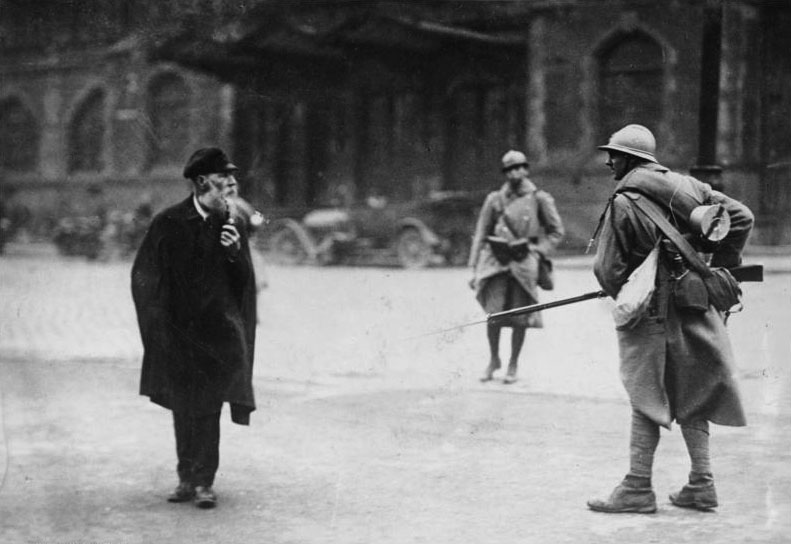
Soldats français dans la région de la Ruhr en 1923.
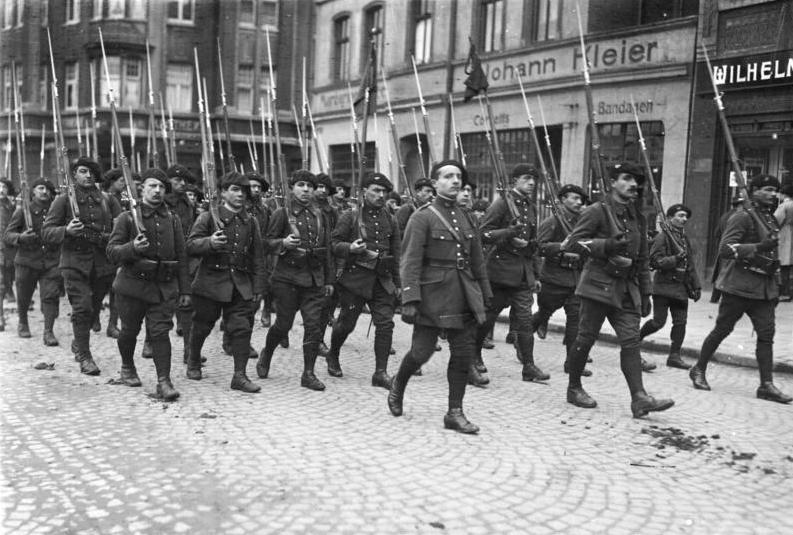
Chasseurs alpins à Buer.
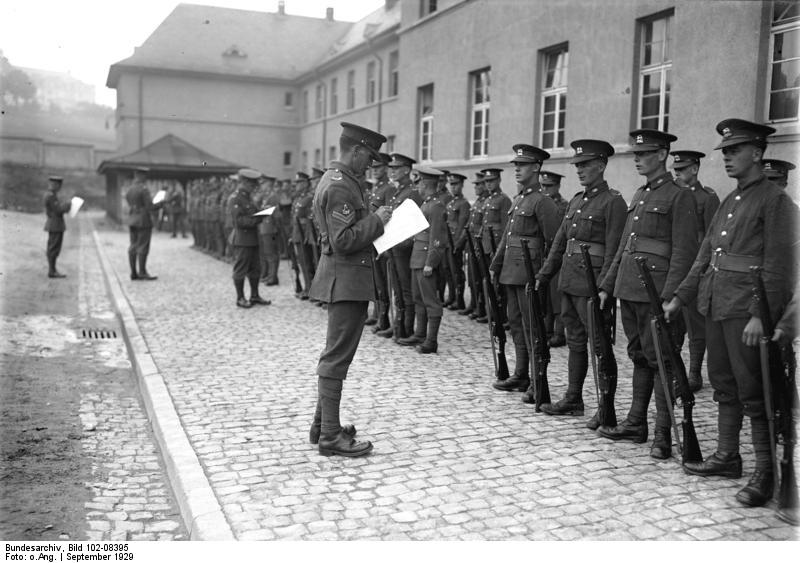
Troupes britanniques à Königstein.
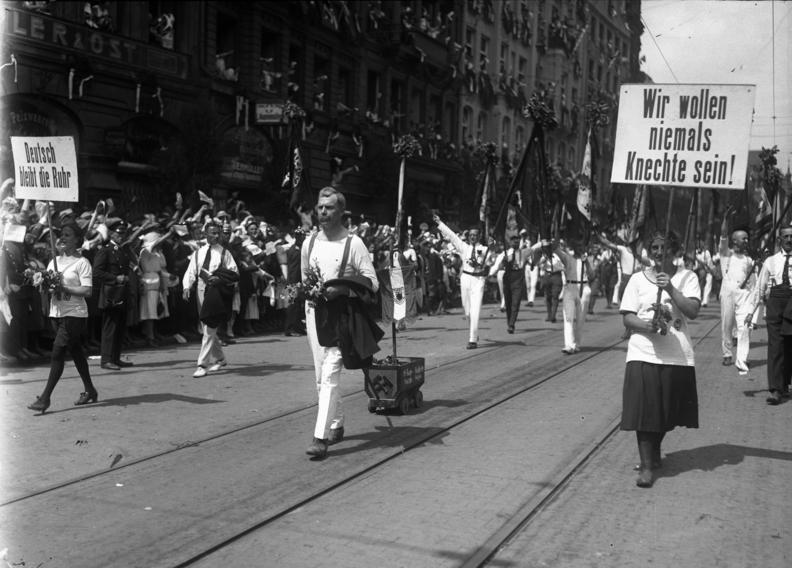
Manifestations contre l'occupation à Munich en 1923.
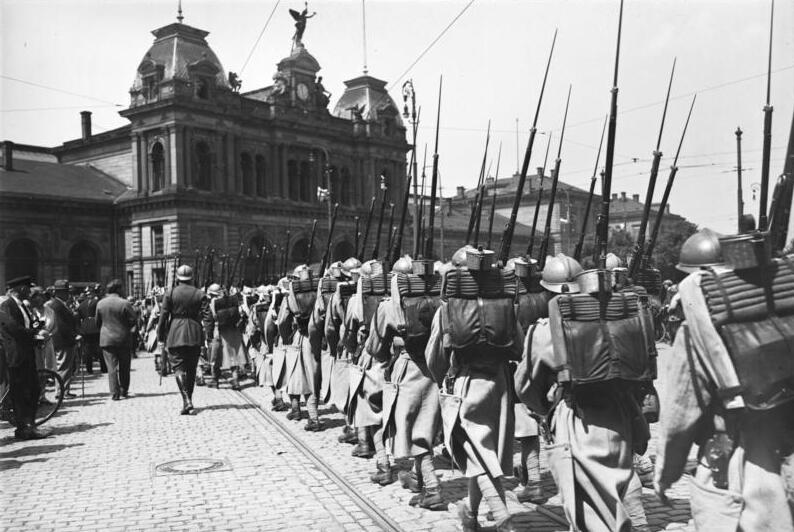
Le retrait des troupes françaises de Mayence en 1930.
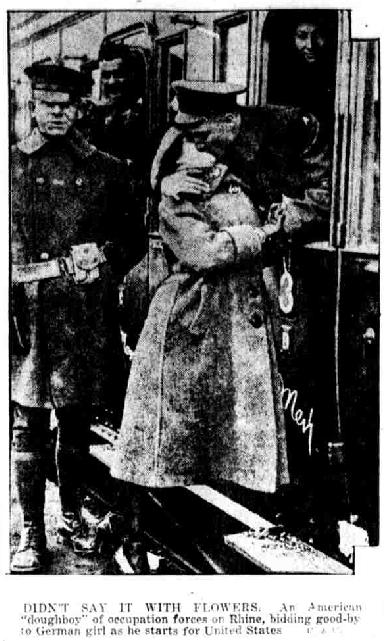
Un « doughboy » dit au revoir à une Allemande avant de retourner aux États-Unis en 1921.

## Accueil de la population allemande
La population allemande, et rhénane en particulier, ressent cette occupation comme une souillure. De là naissent les thématiques propagandistes de la Honte noire — liée à la présence des troupes coloniales françaises — et au sort que réservera le régime hitlérien aux « bâtards de Rhénanie », enfants métis nés des unions de soldats noirs et d'Allemandes.

## Évacuations
Ces évacuations se déroulent en 1930.

## Documentaires
- Occuper l’Allemagne ! 1918-1930 réalisé par Jérôme Prieur en 2019[5].
- Chroniques de l'occupation de la Rhénanie réalisé par Dominik Wessely en 2020[6].